# Drnek
Drnek är en ort i Tjeckien.   Den ligger i regionen Mellersta Böhmen, i den centrala delen av landet, 30 km väster om huvudstaden Prag. Drnek ligger 418 meter över havet och antalet invånare är 160.
Terrängen runt Drnek är lite kuperad. Runt Drnek är det mycket tätbefolkat, med 1 135 invånare per kvadratkilometer. Närmaste större samhälle är Kladno, 10,7 km sydost om Drnek. Trakten runt Drnek består till största delen av jordbruksmark.